# 嵯峨実允
嵯峨 実允（さが さねのぶ、1963年〈昭和38年〉4月22日 - ）は、日本国の教育者。嵯峨家（正親町三条家）第32代当主。

## 経歴・人物
- 旧華族にして侯爵たる嵯峨公元の長男として神奈川県日吉に出生する。旧名は「嵯峨実延」[1]。
- 慶應義塾普通部から慶應義塾大学まで進み[3]、大学卒業後には日本郵船に就職[4]。
- 祖父である嵯峨実勝が経営し、父が引き継いでいた町田学園女子高等学校（現・品川エトワール女子高等学校）を運営する学校法人「町田学園」を手伝うべく30歳で教育界へ転身する[5]。
- 町田学園理事長に就任した後には高校を現在の「品川エトワール女子高等学校」への校名変更を実施したり、経営難に陥っていた白鵬女子高等学校の再建を請われて同校を運営する「白鵬女子学院」の理事長に就任し、学校改革を断行するなど精力的に活動[5]。
- 2021年には町田学園から法人名を変更した「藤華学院」が「白鵬女子学院」を吸収合併する形で、「藤華学院」を存続法人とする新法人を設立させる[6]。
- 2023年現在は「品川エトワール女子高等学校」及び「白鵬女子高等学校」の両校の理事長と[6]、「エトワール幼稚園」園長を務める[7]。
- また「日本私立中学高等学校連合会」常任理事[8]、「東京都私立学校助成審議会」委員などの公職も務めている[9]。